# غير المحارب
غير المحارب هو (وضع) شخص أو دولة أو منظمة أخرى لا تقاتل في نزاع معين. غالبًا ما يستخدم المصطلح لوصف دولة لا تشارك عسكريًا في الحرب. هذا الوضع غير موجود في القانون الدولي.
تختلف دولة غير محاربة عن دولة محايدة من حيث أنها قد تدعم بعض المتحاربين في الحرب ولكنها لا تشارك مباشرة في العمليات العسكرية. يمكن استخدام المصطلح أيضًا لوصف شخص غير متورط في قتال أو عدوان، خاصة إذا كان من المحتمل القتال أو العدوان. في حالة الاضطرابات المدنية مثل أعمال الشغب، يمكن تقسيم المدنيين إلى محاربين، أولئك الذين يقاتلون بالفعل أو ينوون القتال، وغير المقاتلين الذين هم مجرد مارة.

## أمثلة

### إسبانيا
خلال الحرب العالمية الثانية، سمحت إسبانيا بالترويج للفرقة الزرقاء الإسبانية من المتطوعين والمجندين للانضمام إلى القوات الألمانية شريطة أن يقاتلوا ضد الاتحاد السوفيتي فقط وأنهم سيفعلون ذلك بالمعدات والزي العسكري الألماني. في الوقت نفسه، قامت الطائرات الحليفة بالهبوط في حالات الطوارئ في الأراضي الإسبانية (مليلية ومايوركا)، وعادت الحكومة الإسبانية إلى طاقمها بأمان. تم إلغاء الطائرة إما بسبب حالة سيئة أو تم إصلاحها وتخصيصها في سلاح الجو الأسباني إذا لم يتم استصلاحها، أو بعد عملية شراء متفاوض عليها.

### الولايات المتحدة الامريكانية
ومن الأمثلة البارزة على عدم القتال في بيئة من الحرب الكاملة الدعم الاقتصادي للولايات المتحدة للحلفاء في الحرب العالمية الثانية، قبل دخولهم الحرب بعد الهجوم الياباني على بيرل هاربور. كان الدعم الاقتصادي الذي قدمه الأمريكيون من خلال برنامج الإعارة والاستئجار الذي تقدم فيه الولايات المتحدة للمملكة المتحدة «كل المساعدات الممكنة دون الحرب» على حد تعبير وينستون تشرشل، لكنهم ظلوا دولة غير محاربة في الحرب حتى أعلن الكونغرس رسميا الحرب على اليابان في أعقاب الهجوم على بيرل هاربور.

### إيطاليا
من سبتمبر 1939 إلى يونيو 1940، عندما انضمت إلى الحرب مع ألمانيا، كانت إيطاليا غير محاربة. 

### أيرلندا
على الرغم من أن أيرلندا أعلنت نفسها حيادية في الحرب العالمية الثانية، إلا أنها يمكن أن تكون محل خلاف حول ما إذا كانت غير محاربة أم لا،  كما أشار تقرير كرانبورن الذي أعده فيسكونت كرانبورن إلى مجلس الحرب البريطاني فيما يتعلق بالتعاون الإيرلندي البريطاني. مثال على هذا التعاون هو إذن الحلفاء باستخدام المجال الجوي الإيرلندي لأغراض عسكرية.

### السويد
بينما لم تشارك السويد رسميًا في حرب الشتاء، تم تشكيل فوج طيران جديد من المتطوعين لمساعدة فنلندا وتولى مهمة الدفاع عن لابلاندالفنلندية؛ جاءت الطائرة الخاصة بالفوج مباشرة من مخزونات القوات الجوية السويدية.

### اليابان
تنكر المادة 9 من دستور اليابان حق عدوانية الدول، من أجل تحقيق «السلام الدولي القائم على العدالة والنظام».

### هولندا وبيرو
إلى جانب الولايات المتحدة، وصف السياسيون الموقف السياسي لبيرو أثناء حرب جزر فوكلاند وموقف هولندا خلال غزو العراق عام 2003 على أنه «دعم سياسي، بدون تقدم دعم عسكري».  نسخة محفوظة 24 يونيو 2016 على موقع واي باك مشين.